# Perth (Escocia)
Perth (en gaélico: Peairt, en escocés: Pairth. También conocida como The Fair City, «La ciudad hermosa») es una ciudad de más de 43 000 habitantes situada en el centro de Escocia, en el concejo de Perth and Kinross (antes conocido como Perthshire), del que es capital. En recuerdo de ella se han nombrado muchas otras ciudades del mundo, de entre las cuales la más conocida es la ciudad australiana de Perth.
La ciudad de Perth fue durante la Edad Media capital de facto de Escocia, dada su proximidad con respecto a Scone, donde se coronaban los reyes escoceses.

## Nombre
El nombre de Perth proviene de una palabra de origen picto para designar a la madera; se relaciona por tanto con la tribu de los pictos, quienes, junto con los escotos, fundaron el reino de Alba, que más tarde sería conocida como Escocia. Durante la Edad Media la ciudad fue conocida como «St. Johnstone» o «St. John's Town», en honor de su santo patrón, Juan el Bautista, nombre que aún se conserva en algunos clubs de cricket y de fútbol locales. Más tarde, el nombre antiguo de «Perth» fue recuperado con éxito.

## Historia

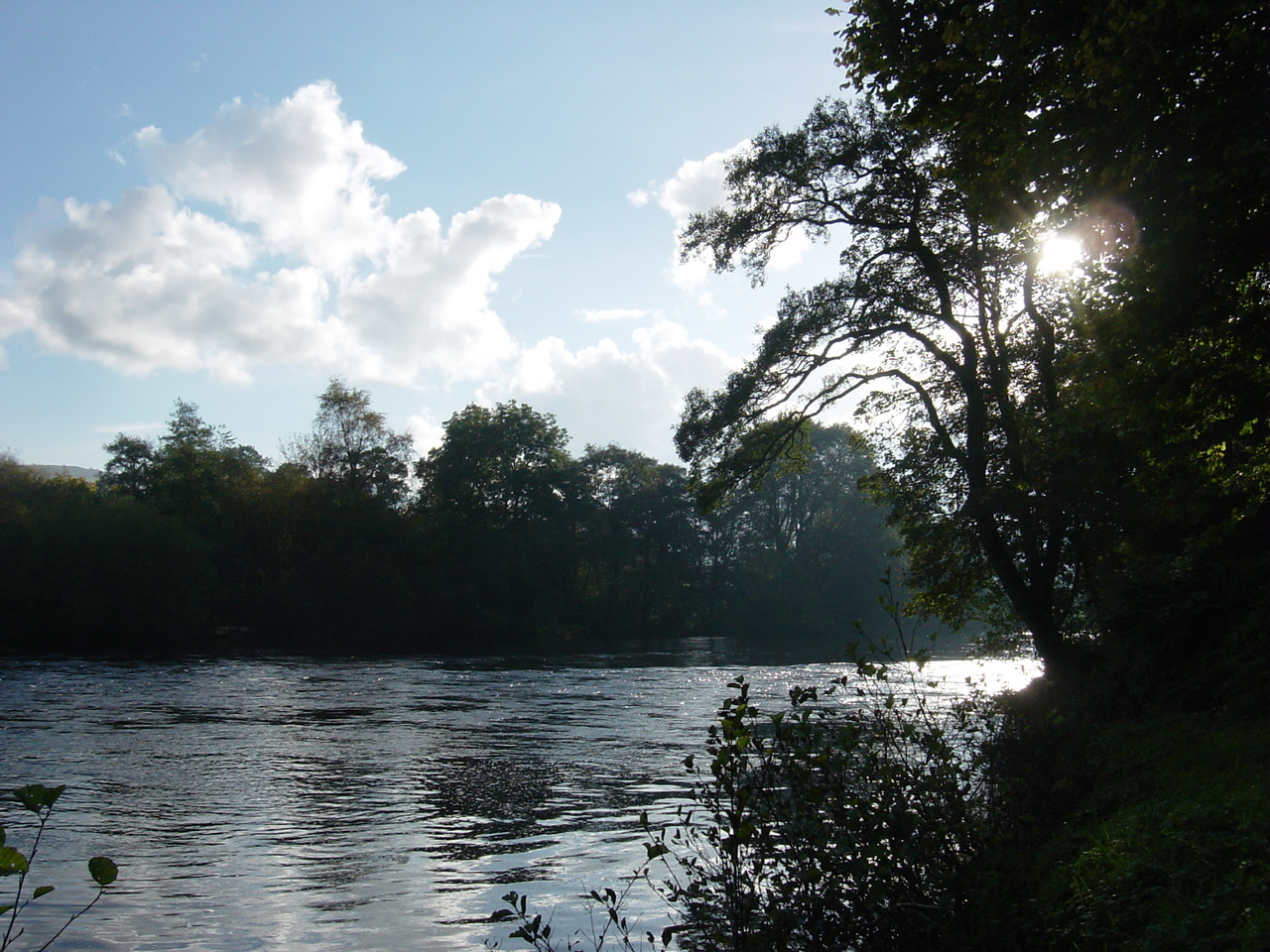
Vista del Río Tay

### Orígenes
Hallazgos recientes demuestran que la zona de Perth fue habitada por tribus de cazadores-recolectores del Mesolítico hace unos 8000 años. Al este de la ciudad, cerca del río Tay, se han encontrado restos de formaciones megalíticas del año 4000 a. C., y una embarcación sorprendentemente bien conservada de en torno al año 1000 a. C. En esa misma zona de Carpow se instaló también un campamento romano. Estos hallazgos arqueológicos y otros posteriores hacen pensar que en el área de Perth han debido existir asentamientos de forma casi constante, ya que la ciudad se sitúa en un punto en el que distintas corrientes fluviales rodeaban una leve elevación del terreno, permitiendo así una fácil defensa.

### Alta Edad Media
Perth se encuentra a apenas tres kilómetros de Scone, que albergó la corte escocesa al menos desde el reinado del escoto Kenneth I de Escocia (843-58), primer rey de una Escocia unificada al norte del río Forth tras sus victorias sobre los pictos. Kenneth I fue además, probablemente, quien trajo de Argyll a Scone la Piedra del Destino, sobre la que se coronaban los reyes escoceses.
En esa época, en la zona de Perth debían existir ya asentamientos pictos cristianizados, a partir de los cuales posteriormente se fundó una importante abadía agustiniana (hoy desaparecida), en la que con frecuencia pernoctaban los reyes de la cercana corte de Scone.  Todo ello hacía de Perth, indirectamente, la capital de facto de Escocia durante la Alta Edad Media.

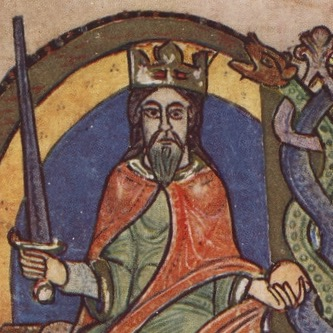
El rey David I de Escocia

### Siglos XII-XIII
El rey David I de Escocia (1124-53) concedió el fuero de ciudad a Perth en el siglo XII. Además, durante este siglo y el siguiente se instalaron en Perth diversas congregaciones de frailes dominicos. Perth era una de las ciudades mercantiles más ricas del reino de Escocia, junto con otras ciudades como Berwick, Aberdeen o Roxburgh; en ella trabajaban muy diversos artesanos organizados en gremios. Durante este periodo también existía un importante comercio con el continente: en diversas excavaciones se han encontrado productos españoles, italianos...
Una gran parte de la ciudad quedó destruida en 1210 a causa de una riada. Guillermo I de Escocia restauró la ciudad y le confirmó sus fueros, de forma que siguió siendo la capital nominal de Escocia.

### Siglo XIV: la ocupación inglesa
El rey Eduardo I de Inglaterra invadió la ciudad de Perth en 1296 sin apenas resistencia. Los ingleses construyeron rápidamente fortificaciones y comenzaron a construir una muralla alrededor de la ciudad que se mantuvo hasta que Roberto I de Escocia (Robert the Bruce) reconquistó la ciudad en 1313.

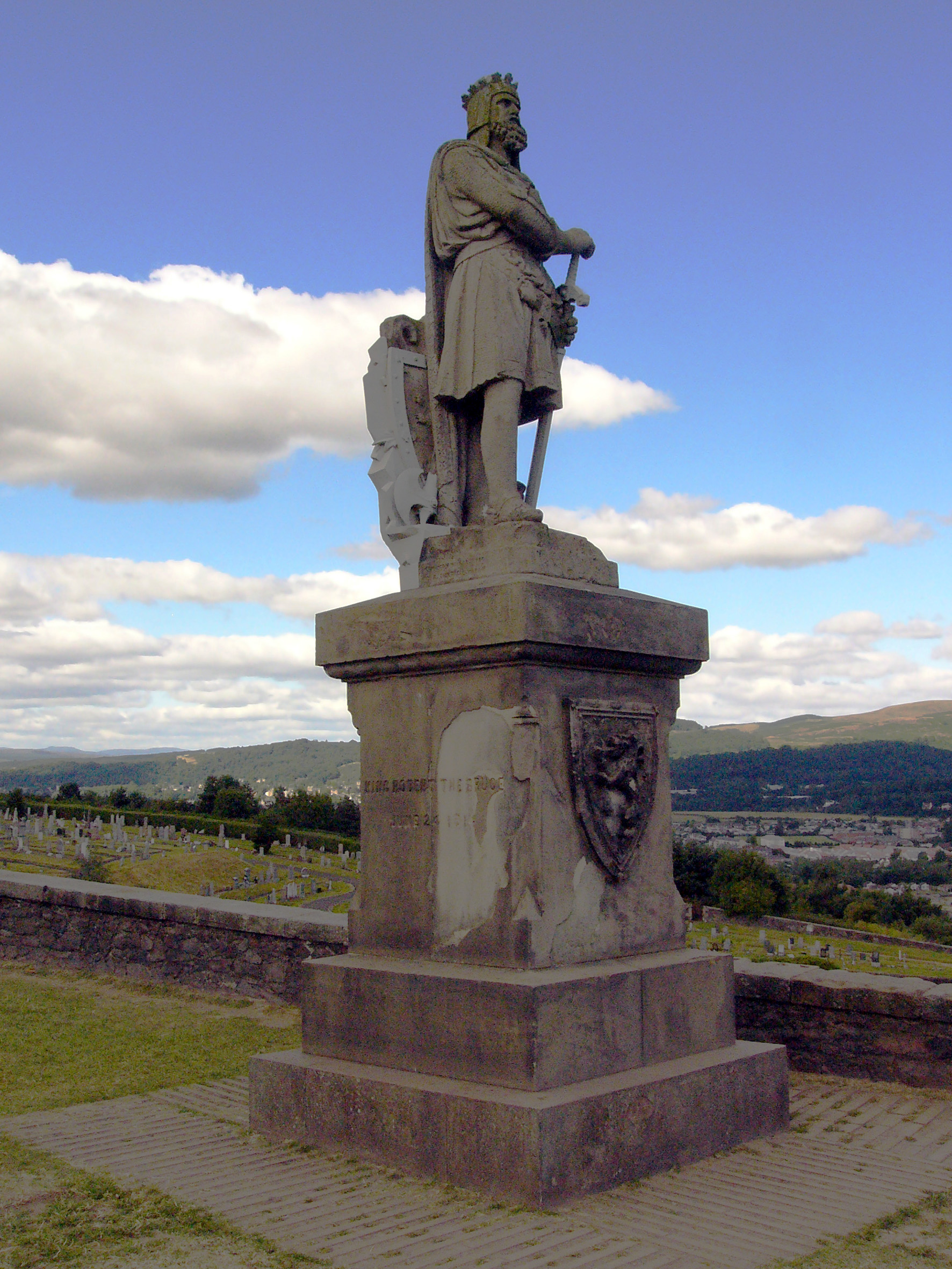
Robert the Bruce (estatua a la entrada del Castillo de Stirling

En 1332, Eduardo de Baillol, aspirante al trono de Escocia con el apoyo de Eduardo III de Inglaterra, comenzó una nueva invasión de Escocia. Robert the Bruce había fallecido tres años antes, y los ejércitos dirigidos por su hijo fueron derrotados en Musselburgh. Cuando Baillol tomó Perth y ocupó el trono, comenzó la Guerra civil escocesa. Eduardo III de Inglaterra obligó a los monasterios de la zona a costear la construcción de una gran muralla defensiva, con torres y puertas fortificadas, como parte de su plan de convertir a Perth en una base inglesa estable. Concluida su edificación, Perth se convirtió en la ciudad más fortificada de Escocia en toda la Edad Media. Actualmente no queda ningún resto de aquellas primitivas murallas. La última torre que se mantenía en pie (Monk's Tower, "la torre del monje") fue derruida en 1810.

### SigloXV
La única iglesia importante de Perth durante la Edad Media era la Burgh Kirk of St. John the Baptist ("Iglesia de San Juan Bautista"), por lo que la ciudad era conocida con "St. John's Town of Perth" (con diversas variantes gráficas): de ahí que el nombre se abreviase a "St. Johnstone" o "St. John's Town" y, durante siglos, se perdiese el nombre original. Aparte de esta iglesia, en Perth existían muchos otros edificios eclesiásticos (como los conventos de los frailes dominicos y franciscanos o los monasterios de los monjes cartujos). También había hospitales eclesiásticos, capillas y ermitas, de las que actualmente no se conserva ninguna.  
En 1396 se celebró el primer torneo en la ciudad de Perth: en la que se denominó Batalla de los clanes, el Clan Chattan se enfrentó al Clan Cameron, en una disputa por los feudos de las tierras del norte. El torneo se disputó bajo la mirada del rey Roberto III de Escocia. Aunque los documentos son contradictorios, parece ser que el clan Chattan resultó vencedor. Este combate es un elemento central en la novela The Fair Maid of Perth (La hermosa dama de Perth o El Día de San Valentín) de Walter Scott.
En 1437, el rey Jaime I de Escocia fue asesinado mientras pasaba la noche en la abadía de los dominicos, que estaba situada fuera de las murallas de la ciudad de Perth. Robert Graham, junto con un grupo de rebeldes, penetró por la fuerza en la abadía y apuñaló al rey. La reina, Joan Beaufort y sus hijos escaparon a Edimburgo. Como consecuencia de esta traición, Jaime I fue el último rey con corte en Perth; la corte fue trasladada a Edimburgo, y Jaime I fue enterrado en la abadía de los cartujos que él mismo había fundado en 1429 (donde también fueron enterrado más tarde Joan Beaufort y Margarita Tudor, reina de Escocia).

### SigloXVI

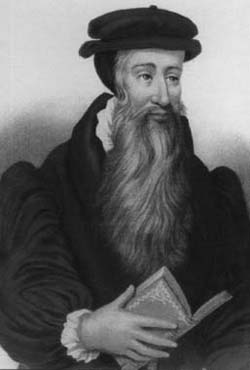
John Knox, reformador de la Iglesia de Escocia

El siglo XVI estuvo marcado en Inglaterra por conflictos políticos y religiosos. En Escocia, igualmente, John Knox comenzó su Reforma con un discurso contra la idolatría en la Iglesia de San Juan Bautista de Perth en 1559. Sus seguidores, exaltados por el discurso, destruyeron los altares de la iglesia y atacaron los monasterios dominicos, franciscanos y cartujos. La regente de María Estuardo, su madre María de Guisa, logró acallar la revuelta, pero el presbiterianismo continuó teniendo gran fuerza en Perth.

### SiglosXVIIyXVIII
Carlos II de Escocia fue coronado en Scone en 1651. Poco después, sin embargo, los partidarios de Oliver Cromwell, que había resultado victorioso en la guerra civil inglesa, entraron en Perth y se hicieron con el control del reino. Cromwell ordenó construir en la zona sur de la ciudad una fortaleza (conocida como la Ciudadela de Perth), una de las cinco que se construyeron en Escocia para intentar sofocar cualquier intento de rebelión.  Para ello, se derruyeron edificios de la ciudad, como el hospital eclesiástico, un puente o incluso parte de un cementerio. Tras la muerte de Cromwell, la fortaleza fue entregada a la ciudad, y fue casi inmediatamente desmantelada. La restauración de Carlos II, sin embargo, no estuvo exenta de complicaciones, ya que se produjeron levantamientos Jacobitas durante el último tercio del siglo XVII.

### Desde elsigloXIXhasta nuestros días
En 1760 se fundó la Academia de Perth, y la gran industria comenzó a instalarse en la ciudad, que por aquel entonces contaba con unos 15000 habitantes. Las telas, el cuero o el whisky eran algunos de sus productos más demandados, aunque Perth seguía manteniendo también su importancia como puerto comercial. El astrónomo Thomas Dick se instaló en la ciudad como profesor, introduciendo y mejorando los estudios científicos y promoviendo la educación. En 1814 se construyó la "Enfermería Real de Perth", pese a lo cual la ciudad siguió siendo bastante insalubre, como demuestra el brote de cólera de 1830. El agua corriente se instaló en Perth en 1820 y la luz eléctrica en 1901. Además, la ciudad de Perth, por su ubicación en el centro de Escocia, pronto se convirtió en un centro neurálgico de líneas ferroviarias.
Desde la Primera Guerra Mundial, Perth ha permanecido básicamente inalterada. En la actualidad, aunque ha perdido gran parte de su importancia histórica, Perth sigue siendo un importante centro comercial, y la capital del condado de Perth and Kinross.

### Heráldica

Las armas de Perth

Las armas heráldicas de Perth son: De gules a un cordero pascual, la cabeza contornada, de plata diademado de oro, teniendo en su pata derecha de frente una asta cruzada de plata, a la que es adjuntada una bandera de azur a una cruz de San Andrés de plata, todos dentro de un trechor de plata. El escudo tiene con su soporte una águila bicéfala de oro, y tiene con su lema PRO REGE, LEGE ET GREGE (latín: Por el Rey, la Ley y el Pueblo).
Las armas datan al siglo XIV, per que estaban recordadas, como descritas, sobre un sello de 1378. Rojo y plata son los colores de San Juan Bautista, el santo patrón de la ciudad, y el cordero es su símbolo. El águila bicéfala, originalmente un símbolo romano, puede remitir a un pueblo anterior romano llamado "Bertha" al próximo de donde Perth está hoy.

## Economía
A pesar del descenso de la importancia de las destilerías de whisky, que han abandonado hace tiempo la ciudad, Perth sigue siendo hoy en día un importante centro empresarial: nuevas industrias tecnológicas se han instalado en ella y la actividad comercial se ha mantenido con la proliferación de empresas de servicios, como aseguradoras y bancos. Entre los mayores empleadores de la zona se encuentran Norwich Union, el Bank of Scotland o Scottish and Southern Energy. 
Gran parte de la actividad financiera y empresarial de Perth sigue realizándose en el núcleo de la ciudad, que se ha convertido en un centro comercial importante, en el que pueden localizarse tiendas de las cadenas más importantes de Reino Unido. Además, Perth aloja un Palacio de Congresos (el Perthshire Convention Bureau) y la Cámara de Comercio del condado de Perthshire (Perthshire Chamber of Commerce).

## Transportes
Dada su situación central en la zona este de Escocia, Perth ha sido históricamente (y sigue siendo) un centro neurálgico de comunicaciones y transportes. 

### Por carretera
Perth se sitúa en la encrucijada entre la autopista M90, en dirección norte-sur, que conecta Perth con Edimburgo, y la carretera A9, que la une por el suroeste con Stirling y Glasgow, y por el norte con Inverness. Ambas vías se juntan entre sí y con la A93 en "Intersección de Broxden" (Broxden Junction), uno de los puntos más transitados de las carreteras escocesas.
Perth también está bien comunicado por autobús. La compañía Stagecoach Group, con estación central en Leonard Street, realiza servicios locales dentro de la ciudad, y también enlaza Perth con las principales poblaciones de Escocia. Desde la Intersección de Broxden (a las afueras de Perth) opera Megabus, compañía que transporta pasajeros igualmente a las ciudades escocesas más importantes, así como a Londres y Mánchester.

### En ferrocarril
La estación de ferrocarril de Perth ofrece servicios regulares a Fife, Edimburgo, Dundee y Aberdeen, y Glasgow, además de dos trenes directos a Londres al día. Actualmente la estación cuenta con siete andenes, aunque en el pasado fueron necesarios varios más para dar servicio a las líneas menores que unían Perth con las demás localidades del condado de Perthshire.

### En avión
Existe un pequeño aeropuerto en Perth, situado a siete kilómetros al noreste de la ciudad. Sin embargo, desde este aeropuerto no opera ningún vuelo comercial, por lo que es necesario recurrir a los más cercanos: el de Dundee, a veinte minutos por carretera, que ofrece vuelos diarios a Londres, y el de Edimburgo, a más de dos horas de distancia pero que ofrece conexiones con los principales destinos de Reino Unido y de Europa

## Clima
El clima de Perth, como el de Escocia en general, es fresco y húmedo durante casi todo el año, con lluvias frecuentes en todas las estaciones y nevadas entre noviembre y marzo. La costa este de Escocia, en la que se sitúa Perth, tiene un clima más continental que la costa oeste, lo que significa temperaturas más frías en invierno, veranos más soleados y un nivel algo menor de precipitaciones (lo que no evita que haya entre 150 y 250 días de lluvia al año). 
Escocia también se caracteriza por ofrecer pocas horas de sol a sus habitantes y visitantes: su situación septentrional, su orografía montañosa y los vientos provenientes del Atlántico cargados de humedad hacen que sea más nubosa que Inglaterra. En la zona de Perth pueden esperarse unas 1400 horas de sol al año, aproximadamente. Mayo y junio son, tanto por la extensión de los días como por la mejoría del tiempo atmosférico, los meses más soleados.

## Atractivos históricos y turísticos

### Museos
- Museo y Galería de Arte de Perth:[6] El Museo de Perth ofrece una amplia visión sobre el condado de Perthshire, incluyendo su historia natural y social, arqueología, arte...
- Galería Fergusson:[7] Alberga la mayor colección del mundo del pintor escocés John Duncan Fergusson (1874-1961)

### Castillos

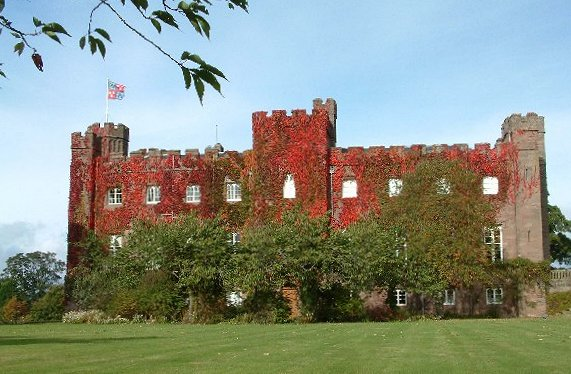
Scone Palace

- Palacio de Scone:[8] El Palacio de Scone (situado en Scone, a las afueras de Perth) se levanta en el solar antes ocupado por la Abadía de Scone, que fue durante la Edad Media el lugar donde se coronaba a los reyes de Escocia sobre la Piedra del Destino. Además de su importancia histórica, el castillo (reconstruido a principios del siglo XIX) también alberga una colección de porcelanas, cuadros y muebles; está rodeado por unos extensos jardines.
- Castillo de Elcho:[9] Situado a siete kilómetros al norte de Perth, el Castillo de Elcho fue construido durante el siglo XVI. Está en buen estado, y conserva todavía las vidrieras originales.
- Huntingtower Castle:[10] También conocido como la "Casa de Ruthven" A tres kilómetros al este de la ciudad, se compone de dos torres fortificadas construidas en los siglos XV y XVI, que fueron unificadas en el siglo XVII.

### Jardines
- Branklyn Gardens:[11] Ha sido descrito como "los dos mejores acres de jardín de Escocia", y en su interior alberga una colección de plantas raras y exóticas.
- Colección de jardines de Perthshire:[12] La Colección de Jardines de Perthshire reúne 9 jardines que representan distintas técnicas de jardinería escocesa, combinando especies autóctonas con especies locales.

### Otros monumentos
- St. John's Kirk (la iglesia de San Juan Bautista):[13] Se trata del edificio más antiguo de Perth, y uno de los más antiguos de Escocia. El edificio original comenzó a construirse en 1241, con ampliaciones en 1440 y 1511. Albergó el incendiario discurso de John Knox en 1559, y fue completamente restaurada en 1923.
- St. Paul's Church (iglesia de San Pablo):[14] Construida en 1807 para albergar a los fieles que abarrotaban la vieja iglesia de San Juan, la iglesia de San Pablo corona High Street, junto al lugar donde se alzaba el primitivo hospital eclesiástico de San Pablo.
- Los puentes de Perth:[15] Como muchas otras ciudades vinculadas a un río (en este caso, el río Tay), Perth está cosida de puentes que unen ambas márgenes. Aunque ya no queda rastro de los primitivos puentes medievales, sí pueden visitarse el Smeaton's Bridge de 1771, el puente del ferrocarril de 1863, y el Queen's Bridge, que en 1960 reemplazó al antiguo Victoria's Bridge (1902)

## Ocio y deportes

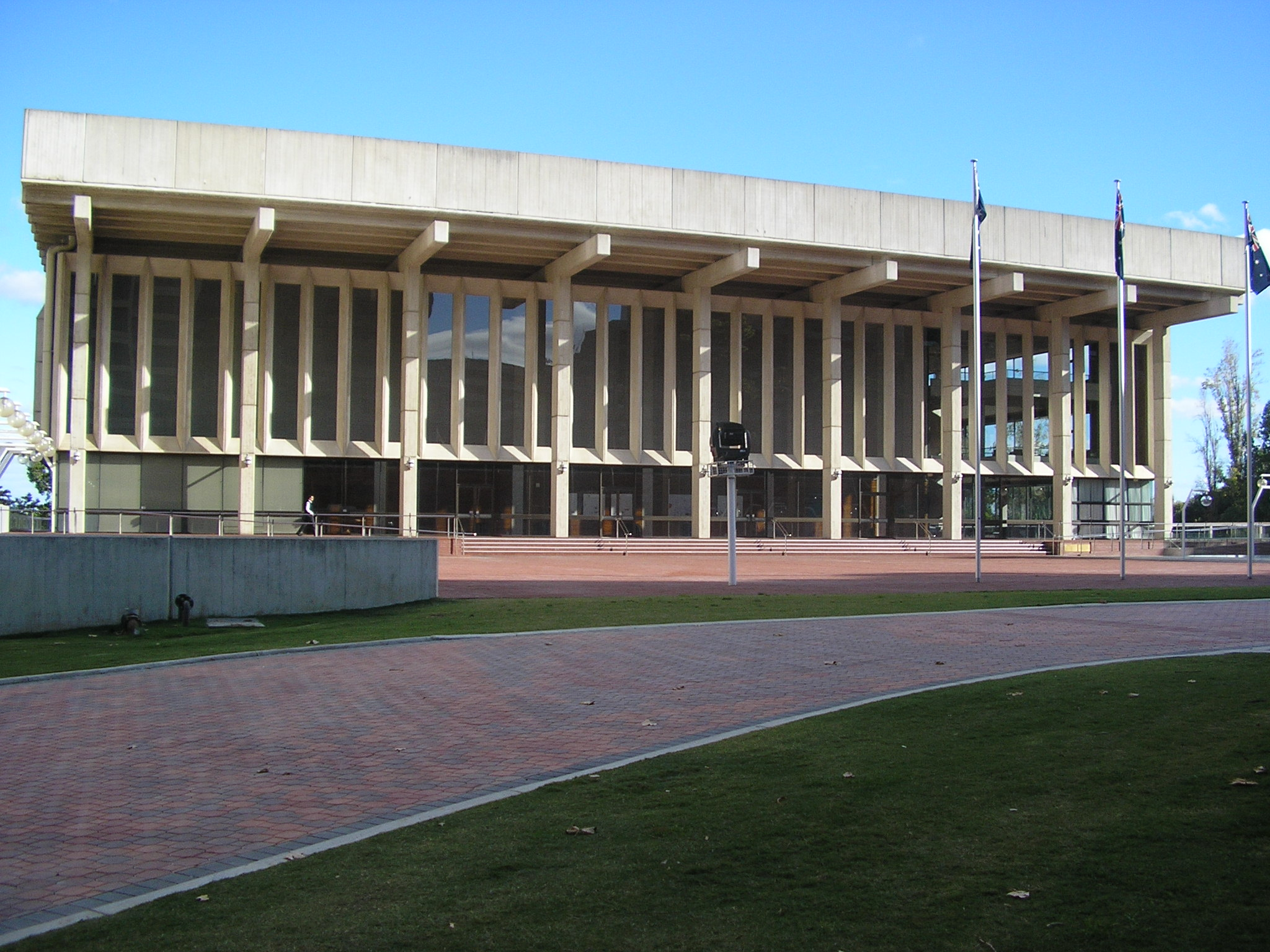
Perth Concert Hall

### Teatro
- Perth Theater:[16] El teatro de Perth es uno de los más antiguos de Escocia, y en su programa se incluyen representaciones dramáticas, música y danza.
- Festival de teatro de Perth: Cada primavera, el festival de teatro de Perth reúne actuaciones de teatro, danza, ópera y música clásica. En 2007, el festival tendrá lugar entre el 16 y el 27 de mayo.

### Música
- Perth Concert Hall:[17] Situado en la zona de Horsecross, el Palacio de Conciertos de Perth fue inaugurado en septiembre de 2005, y ofrece sesiones de conciertos, artes audiovisuales, actos sociales y conferencias.

### Deporte
- St. Johnstone Football Club: El equipo de fútbol, que conserva el nombre medieval de Perth, tiene su estadio en McDiarmid Park, en el oeste de la ciudad. El antiguo campo de fútbol, más céntrico, fue vendido en 1990.
- Bell's Sport Centre: Situado en el noroeste de la ciudad, es un gran complejo que alberga diversas instalaciones deportivas. Antes de la construcción de la Greenwich Dome, era el edificio abovedado más grande del Reino Unido
- Scottish Open Volleyball Tournament: Torneo de voleibol organizado cada año en la ciudad de Perth, donde se combina la competición profesional, en el interior del Bell's Sport Centre, con la competición amateur en pistas instaladas en el exterior.
- Perthshire RFC: Es el equipo de rugby de la ciudad, cuyo campo se sitúa cerca del Bell's Sport Centre.
- Curling: La Federación Mundial de Curling tiene su sede en esta ciudad. Asimismo en el Dewar's Centre se ubica una pista con ocho calles de curling y es una de las principales sedes para la práctica de este deporte en Escocia.

## Ciudades hermanadas
- Aschaffenburg, Alemania
- Bydgoszcz, Polonia
- Haikou, Hainan, China
- Perth (Ontario), Canadá
- Pskov, Rusia
- Cognac, Francia